# Metasia diplophragma
Metasia diplophragma is een vlinder uit de familie van de grasmotten (Crambidae). De wetenschappelijke naam van de soort is voor het eerst geldig gepubliceerd in 1908 door de Australische dokter en amateur-entomoloog Alfred Jefferis Turner (1861–1947). Het type werd aangetroffen in Townsville in het noorden van Queensland in Australië. Het epitheton diplophragma betekent "met dubbele marge".